# 보에웅 켓 앙코르 FC
보에웅 켓 앙코르 FC(ក្លិបបាល់ទាត់បឹងកេត)는 캄보디아의 축구단으로 현재 캄보디아 프리미어 리그에 참가하고 있다.

## 우승
- C리그: 2012, 2016, 2017, 2020
- 훈센컵: 2019
- CNCC 채리티컵: 2017

## 선수 명단

### 현역
참고: FIFA 자격 규정에 따라 소속된 국가대표팀 국기를 표시합니다. 선수는 복수의 FIFA 비회원국 국적을 가지고 있을 수 있습니다.
| 번호 | 포지션 | 국적     | 이름        |
| ---- | ------ | -------- | ----------- |
| 11   | FW     | 캄보디아 | 짠 바타나까 |
| 20   | FW     |          | 이아고 벤투 |

| 번호 | 포지션 | 국적 | 이름 |
| ---- | ------ | ---- | ---- |

## 역대 감독
| 감독      | 임기   |
| --------- | ------ |
| 비 마카라 | 2012 ~ |

틀:보에웅 켓 앙코르 FC 선수 명단